# Sonseca
Sonseca és un municipi de la província de Toledo, a la comunitat autònoma de Castella la Manxa. Limita amb Ajofrín, Mazarambroz i Orgaz.

## Demografia
| 1996  | 1998  | 1999  | 2000  | 2001  | 2002  | 2003   | 2004   | 2005   | 2006   |
| ----- | ----- | ----- | ----- | ----- | ----- | ------ | ------ | ------ | ------ |
| 9.142 | 9.261 | 9.383 | 9.467 | 9.790 | 9.845 | 10.136 | 10.130 | 10.132 | 10.685 |

## Administració
| Període      | Nom de l'alcalde/-essa                                             | Partit polític | Data de possessió |
| ------------ | ------------------------------------------------------------------ | -------------- | ----------------- |
| 1979 - 1983  | Vicente Sánchez Romero                                             |                | 19/04/1979        |
| 1983 - 1987  | Juan Francisco Martín Ayuso                                        | PSOE           | 28/05/1983        |
| 1987 - 1991  | Román Rojas Gómez                                                  | PSOE           | 30/06/1987        |
| 1991 - 1995  | Antonio Cerrillo Fernández                                         | PSOE           | 15/06/1991        |
| 1995 - 1999  | Antonio Cerrillo Fernández (13/12/98) Juan Carlos Palencia Sánchez | PSOE PSOE      | 17/06/1995        |
| 1999 - 2003  | Juan Francisco Martín Ayuso                                        | PSOE           | 03/07/1999        |
| 2003 - 2007  | Juan Francisco Martín Ayuso                                        | PSOE           | 14/06/2003        |
| 2007 - 2011  | Jose Millán Álvarez de la Cuerda                                   | PP             | 16/06/2007        |
| 2011 - 2015  | Francisco José García Galán                                        | PSOE           | 11/06/2011        |
| 2015 - 2019  | Juan Carlos Palencia Sánchez                                       | PSOE           | 13/06/2015        |
| 2019 - 2023  | Sergio Mora Rojas                                                  | PSOE           | 15/06/2019        |
| Des del 2023 | María Victoria Martín de San Pablo Sánchez                         | PP             | 17/06/2023        |